# مسابقات قهرمانی کشتی آسیا ۱۹۸۸
کشتی قهرمانی آسیا ۱۹۸۸ پنجمین دوره از رقابت‌های قهرمانی آسیا می‌باشد که از ۱۲ تا ۱۶ دسامبر ۱۹۸۸ در اسلام‌آباد، پاکستان برگزار گردید.

## جدول مدال‌ها
| رتبه           | کشور           | طلا | نقره | برنز | مجموع |
| -------------- | -------------- | --- | ---- | ---- | ----- |
| ۱              | ایران          | ۶   | ۱    | ۳    | ۱۰    |
| ۲              | کرهٔ شمالی      | ۴   | ۲    | ۰    | ۶     |
| ۳              | ژاپن           | ۰   | ۴    | ۱    | ۵     |
| ۴              | کرهٔ جنوبی      | ۰   | ۱    | ۳    | ۴     |
| ۵              | پاکستان        | ۰   | ۱    | ۱    | ۲     |
| ۶              | هند            | ۰   | ۱    | ۰    | ۱     |
| ۷              | چین            | ۰   | ۰    | ۲    | ۲     |
| مجموع (۷ کشور) | مجموع (۷ کشور) | ۱۰  | ۱۰   | ۱۰   | ۳۰    |

## رده‌بندی تیمی
| رتبه | آزاد مردان | آزاد مردان |
| رتبه | تیم        | امتیازات   |
| ---- | ---------- | ---------- |
| ۱    | ایران      | ۵۳         |
| ۲    | کرهٔ شمالی  | ۳۹         |
| ۳    | ژاپن       | ۳۳         |
| ۴    | چین        | ۲۵         |
| ۵    | پاکستان    | ۲۲         |

## خلاصه مدال‌ها

### آزاد مردان
| رویداد | طلا                       | نقره                          | برنز                     |
| ۴۸ ک‌گ  | ری هاک-سون · کرهٔ شمالی    | کیم جونگ-شین · کرهٔ جنوبی      | نادر رحمتی · ایران       |
| ۵۲ ک‌گ  | Bong Hong-il · کرهٔ شمالی  | Taiji Iida · ژاپن             | علی‌اکبر دودانگه · ایران  |
| ۵۷ ک‌گ  | Kim Yong-sik · کرهٔ شمالی  | Masaru Yamashita · ژاپن       | جلیل جهانشاهی · ایران    |
| ۶۲ ک‌گ  | Ri Won-il · کرهٔ شمالی     | اکبر فلاح · ایران             | Ko Young-ho · کرهٔ جنوبی  |
| ۶۸ ک‌گ  | علی اکبرنژاد · ایران      | Kim Hak-ryong · کرهٔ شمالی     | Takahiro Kimura · ژاپن   |
| ۷۴ ک‌گ  | بهروز یاری · ایران        | Futoshi Shimotamari · ژاپن    | Muhammad Anwar · پاکستان |
| ۸۲ ک‌گ  | Allahmorad Zarini · ایران | Yu Sang-man · کرهٔ شمالی       | Lee Dong-woo · کرهٔ جنوبی |
| ۹۰ ک‌گ  | محمدرضا توپچی · ایران     | Toshiyuki Asanuma · ژاپن      | Jam Sujen · چین          |
| ۱۰۰ ک‌گ | مهدی محبی · ایران         | Subhash Verma · هند           | Jo Byung-eun · کرهٔ جنوبی |
| ۱۳۰ ک‌گ | علیرضا لرستانی · ایران    | Shahid Pervaiz Butt · پاکستان | Wang Chunguang · چین     |